# Еукрит
Еукритите са най-често срещаните ахондрити от клана HED метеорити, представени от над 100 каменни метеорита. Образувани са от топенето на хондритите в кората на астероида 4 Веста. 576-километровата Веста е третото по големина тяло в Астероидния пояс и се смята, че е дом на множество метеорити, включително на ахондритите от групата HED.
Най-известният представител на еукритите е метеоритът Милбилили (Millbillillie), открит в Австралия през 1960 г. Класифциран е като мономитален еукрит и се състои от брекчи от седиментни скали, съдържащи само един минерален вид.

## Произход
Предполага се, че произходът на HED метеоритите, включително и на еукритите, е от астероида 4 Веста. Хипотезата за произхода им е в съответствие с текущите наблюдения и изследванията на донесения материал от мисията на космическия апарат Дон през 2007 г.
След формирането ѝ, във Веста се образува никел-желязно ядро, обвито от вулканичен материал във вид на мантия и кора. По-късно астероидът се охлажда до такава степен, че кратката вулканична фаза приключва и започва бавно втвърдяване на ядрото. Малко по-късно Веста претърпява масивен сблъсък, който изравя 450-километров кратер и като резултат са изхвърлени множество малки и средни тела, кръстени от науката „Вестоиди“. Кратерът на Веста е толкова огромен, а гравитационното привличане толкова слабо, че е изхвърлен дори материал от дълбоките слоеве на астероида. Предполага се, че еукритите идват директно от този астероид, или са потомци на Вестоидите.

## Състав
Еукритите са сравнително често срещани и са формирани от кората на 4 Веста. Те се състоят от кристализирана лава и наподобяват по състав базалтовите скали на Земята. Съдържат равни количества беден на калций пироксен и богат на калций плагиоклаз (анортит), пижонит, с по-малки количества силициев диоксид, хромит, илменит, фосфати, никел-желязо, троилит и циркон. Съставът им е сравнен с наблюденията при различните експерименти на космическия апарат Дон, например със спектрите на експеримента VIR (вид инфрачервен спектрометър) за определяне на минералогията, а също и с наблюденията на GRaND (гама-лъчев неутронен спектрометър).
Еукритите показват редица степени на метаморфизъм, следствие на магнитна кристализация, като нарастващият метаморфизъм се проявява чрез огрубяване на ламелите на авгита, както и хомогенизиране на първоначалното химическо зониране в пироксена. Голямото изобилие от метаморфизирани базалтови еукрити предполага, че родителското тяло е преживяло глобален метаморфизъм и че повечето от оригиналните неравновесни базалтови еукрити са били широко метаморфизирани и трансформирани в уравновесени базалтови еукрити.
Някои от еукритите, като австралийския метеорит Милбилили, са смесени с материали от по-дълбоките слоеве на Веста. Други, като австралийския мономитален еукрит Камел Донга (Camel Donga) се състоят от по-хомогенно вещество. Небрекчираният еукрит QUE 97053, намерен през 1997 г. в Антарктика се състои главно от удължени сиви кристали на фелдшпат (алуминиево калциев силикат) и светло оцветени зърна от пироксен (магнезиево железен силикат). Също антарктическият и небрекчиран EET 90020 има подобна минералогия, но текстурата е от еднородни зърна, създадени при последващо нагряване и прекристализация. Зърната имат приблизително еднакви размери във всички посоки. Еукрити като последните два са част от повърхността на Веста.

## Класификация
Еукритите се раделят на три големи групи – базалтови, кумулативни и полимиктни.

### Базалтови (некумулативни) еукрити
Това са обикновено брекчирани еукрити, които са запазили своята магмена текстура и са предимно фино до среднозърнести офитни скали. Офитната (пойклитична) текстура се среща при магмените скали. При нея големи, по-късно образувани и по-малко съвършени кристали, обграждат по-малки, рано образувани идиоморфни (с различна степен на оформеност и различни размери) кристали на други минерали.
Базалтовите еукрити са по-финозърнести от кумулативните и се състоят главно от големи кристали на пижонит, които обгръщат плагиоклазовите зърна. Малките и допълнителните фази, които се срещат предимно между плагиоклаза и пироксена, включват силициев диоксид, хромит, илменит, метал, троилит, фосфати, оливин и рядко циркон. Плагиоклазът е богат на калций, а пироксените кристализират като богат на желязо магнитно зониран пижонит, но се превръщат чрез метаморфизъм в хомогенен нискокалциев пигеонит с фини ламели от висококалциев пироксен.
Има ясни доказателства, че базалтовите еукрити са се образували преди близо 4,56 билиона години от кората на родителския им планетезимал. Те имат продължителна история на обширна термична обработка върху родителското си тяло след началната им кристализация. Първоначално са се образували от бързо охладени потоци от повърхностна лава (неуравновесни базалтови еукрити), но повечето впоследствие са метаморфизирани (метаморфозирани базалтови еукрити). Приблизително 90% са метаморфизирани, прекристализирали в различна степен и брекчирани.
Тъй като много от базалтовите еукрити са били силно термично метаморфизирани, през 1991 г. Такеда и Греъм създават ска̀ла със степени от тип 1 до 5, която да отчита нарастването на метаморфизма. Тя се основава главно на композициите и текстурите на пироксените и по този начин се различава от познатата петрографска скала на обикновените хондрити, създадена през 1967 г. от Ван Шумус и Ууд.
Неравноувесните базалтови еукрити са продукт на повърхностни потоци от лава, които се охлаждат бързо. Образувани са от повърхностни или приповърхностни базалтови течности. В резултат на скоростта на охлаждане те са преживели само незначителен метаморфизъм, техните пироксени (пижонит) са зонирани, а ламелите се виждат само с електронен микроскоп.
Метаморфизираните (уравновесени) базалтови еукрити се наричат общо „обикновени“. Те са небрекчирани, метаморфизирани базалти и съдържат хомогенен нискокалциев пигеонит с фини ламели от висококалциев пироксен. Въз основа на разликите в химичния състав и характеристиките на съставните кристали, те се подразделят на три подгрупи:
- Основни еукрити – тип Juvinas. Образувани са близо до повърхността и са предимно реголитни брекчи, литифицирани под натиска на по-нови натрупвания.[2]
- Еукрити тип Станерн (Stannern) – Наречени са по името на едноименния мономитален еукрит, паднал през 1808 г. в Чехия и са изключително редки. Характеризират се с частична стопилка и по-висока концентрация на редкоземни елементи като лантан.[2] Основните химични елементи титан и магнезий са използвани за разграничаване на двата типа еукрити - Станерн и Нуево Ларедо. Тези разлики могат да бъдат дефинирани и с помощта на различни микроелементи.[7]
- Еукрити тип Нуево Ларедо (Nuevo Laredo) – Носят името на мономиталния еукрит със същото название, открит в Мексико през 1950 г. Това са фракционирани еукрити, за които се смята, че произхождат от по-дълбоките слоеве на кората на 4 Веста и са преходна група към кумулативните еукрити.[2][7]

Няколко от базалтовите еукрити като Ибитира (Бразилия, 1957) и евентуално и Калдера (Чили, 1967), Пасамонт (Ню Мексико, 1933) и ALHA 78132 (Антарктика, 1978) имат кислородно-изотопни състави, различни от останалите, което предполага, че или произхождат от различни родителски тела, или че изотопната хетерогенност е запазена върху родителското тяло на HED метеоритите дълго време.

### Кумулативни еукрити
Това са предимно небрекчирани еквигрануларни, едрозърнести габрови скали, които са предимно по-грубозърнести от базалтовите еукрити. Пироксените при тях са нискокалциеви и по-богати на магнезий, а плагиоклазът съдържа повече калций. Представляват базалт, съдържащ пижонит и плагиоклаз, образувани вследствие на кристални натрупвания от базалтови течности. Съдържат още незначителни количества хромит и допълнителен силициев диоксид, фосфат, илменит, метал и троилит.
Кумулативните еукрити са бавно охладени скали, които евентуално са се образували по-дълбоко в кората на тяхното родителско тяло, отколкото базалтовите. Първоначалният магмен пироксен както в кумулативните, така и в базалтовите еукрити в началото е бил пижонит, който впоследствие в някои случаи се превръща в ортопироксен.
Кумулативните еукрити се делят на два типа. И двата са грубозърнести габро и много от тях са небрекчирани. Съдържат ортопироксен, променил нискокалциевия клинопироксен и ортопироксен, получен чрез промяната на пижонит.
- Бинда – по името на метеорита Бинда, открит в Австралия през 1912 г.
- Моор Каунти (Moore County) – по едноименния метеорит, намерен през 1912 г. в Австралия.

### Полимиктни (полимитални) еукрити
Полимиктните еукрити са брекчи, състоящи се предимно от еукритен материал, който може да съдържа класти (зърна или парчета от скали и минерали) на базалтови и/или кумулативни еукрити, както и такива от уравновесени и/или неуравновесни фрагменти. Матрицата на полимиктните еукрити варира от финозърнеста, фрагментирана, до стъклена и финокристална. Съдържат също така под 10% от обема си диогенитен компонент под формата на ортопироксен. По-голямата част от полимиктните брекчи имат състав, съответстващ на смеси от еукрити от основната група и диогенити, понякога заедно с малко базалтов еукрит от подгрупата Станерн.
Характеристиката на тези еукрити разкрива сложна петрография, съдържаща разнообразни литологии и показваща разнообразна физико-химична еволюция на скалите в родителското тяло. При тях се наблюдават хетерогенни участъци от частично прекристализирана стопилка, понякога като големи площи, или като фрагменти в брекчираната текстура. Изхвърлената при сблъсък и повторно натрупана кора на Веста може да обясни химическото и текстурно разнообразие, запазено в полимиктовите еукрити и хауардитите.
Порфирната текстура най-вероятно се дължи на бързо охладена стопилка, която кристализира до финозърнест, главно офитен материал. Високите температури и бързото охлаждане, необходими за образуването на такава текстура, най-вероятно са генерирани от удари, тъй като първичната стопилка не може да създаде такова разнообразие от различни порфирни класти. Поради високата енергия на удара, минералните класти са изхвърлени на различни места в течна стопилка, още преди втвърдяването ѝ. Това обяснява наблюдаваните композиционни и структурни вариации на кристалите на пироксена в този тип текстура.